# David Gibson (Jazzmusiker)
David Gibson (* 1968 oder 1969) ist ein US-amerikanischer Jazzmusiker (Posaune, Komposition), der in der Hardbop-Tradition steht.

## Leben und Wirken
Gibson begann bereits auf der Grundschule in Mound, Minnesota mit dem Posaunenspiel. Er wuchs dann in Yukon, Oklahoma auf; nachdem auf der Highschool sein Potenzial deutlich wurde, studierte er im Jazzstudiengang der University of Central Oklahoma und besuchte die Summercamps von Clark Terry. Auf einer Jahrestagung der International Trombone Association gewann er das Frank-Rosolino-Stipendium und traf erstmals sein Vorbild Curtis Fuller. Nach dem Abschluss seines Bachelorstudiums absolvierte er Mitte der 1990er Jahre ein Masterstudium im Kompositionsprogramm der Eastman School of Music in Rochester. In dieser Zeit spielte er mit Musikern wie Slide Hampton, Jon Faddis und der Dizzy Gillespie Alumni All Star Big Band, mit Roy Hargrove, Jimmy Heath und James Moody.
Nachdem er 1999 nach New York City gezogen war, arbeitete er mit Orrin Evans und George Gee. 2002 erschien sein Debütalbum Maja, 2003 war er Finalist beim Thelonious Monk International Trombone Competition; in den folgenden Jahren legte er unter eigenem Namen eine Reihe von Alben vor und trat mit seinem Quintett in New Yoprker Jazzclubs auf, wie im Smalls, Fat Cat und im Dizzy’s Club im Jazz at Lincoln Center. In seinem Repertoire sind neben Eigenkompositionen Arrangements von Titeln von Wild Bill Davis oder Eric Clapton. Als sechstes eigenes Album veröffentlichte er 2014 Boom! (Posi-tone), mit Josh Evans, Theo Hill (Piano), Alexander Claffy (Kontrabass) und Kush Abadey (Schlagzeug); 2016 folgte beim selben Label Inner Agent.
Im Bereich des Jazz war er laut Tom Lord zwischen 1998 und 2018 an über 30 Aufnahmesessions beteiligt. Zu hören ist er als Solist auf Slide Hamptons Album Spirit of the Horn (2003). Um 2019 leitete Gibson ein Quintett, dem Freddie Hendrix, Davis Whitfield, Joseph Lepore und Jason Brown (Schlagzeug) angehören.

## Diskographische Hinweise
- Maya (Nagel-Heyer Records 2002), mit John Sneider, Wayne Escoffery, Dwayne Burno, Jeremy Manasia, Peter Hartman[6]
- Inner Agent (Posi-Tone, 2016), mit Freddie Hendrix, Theo Hill, Alexander Claffy, Kush Abadey, Doug Webb, Caleb Curtis[4]
- Fellowship (2024), mit Davis Whitfield, Joseph Lepore, Kush Abadey